# Roger Dubuis
Roger Dubuis ist ein Schweizer Uhren- und Schmuckhersteller mit Sitz in Meyrin im Kanton Genf.
Die Uhrenmanufaktur wurde 1995 unter dem Namen Sogem SA (Société Genevoise des Montres) mit Sitz in Carouge durch Roger Dubuis und Carlos Dias gegründet und 1999 in Manufacture Roger Dubuis SA umbenannt. 2002 wurde der neue Sitz in Meyrin bezogen. Der Firmensitz wurde 2005 erweitert und darin die rund 500 Mitarbeiter und 120 Maschinen, mit denen sämtliche Teile selbst produziert werden, zentralisiert.

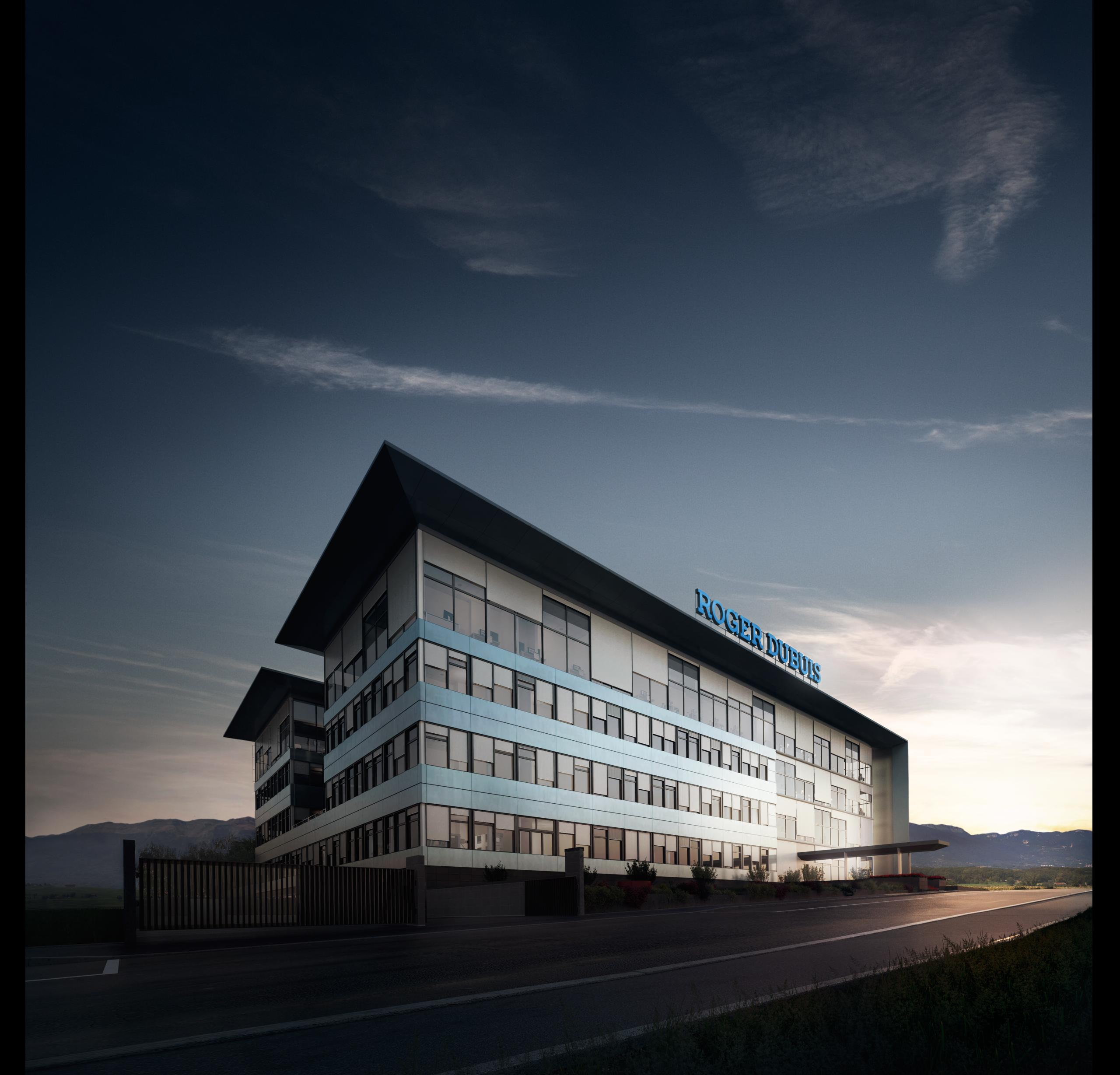
Roger-Dubuis-Manufakturgebäude

Im August 2008 übernahm der Schweizer Luxusgüterkonzern Richemont 60 Prozent der Anteile der Manufacture Roger Dubuis SA vom Gründungsmitglied Carlos Dias. Das Unternehmen produziert und vertreibt seine Uhren und seinen Schmuck weiterhin unter der eigenen Marke und operiert als eigenständige Uhrenmanufaktur innerhalb des Richemont-Konzerns.
Roger Dubuis ist derzeit das einzige Unternehmen, dessen komplette Werkproduktion das  «Poinçon de Genève» tragen darf.

## Geschichte
Die Manufaktur Roger Dubuis in Genf wurde 1995 gegründet. Nach vierjähriger Entwicklungszeit wurden 1999 die ersten vollständig hausintern entworfenen und entwickelten Modelle vorgestellt.